# 가쇼 (1106년)
가쇼(嘉承, かしょう/かじょう)는 일본의 연호(元号) 중 하나이다.
- 전후 : 조지(長治) 이후 - 덴닌(天仁) 이전.
- 시기 : 1106년~1107년
- 천황 : 호리카와 천황, 도바 천황

## 개원
- 조지 3년 4월 9일(율리우스력 1106년 5월 13일), 천변으로 인해 개원(改元).
- 가쇼 3년 8월 3일(율리우스력 1108년 9월 9일), 덴닌으로 개원된다.

## 출전
《한서》 〈예악지〉의 “嘉承天和、伊楽厥福”

## 서력과의 대조표
| 가쇼 | 원년   | 2년    | 3년    |
| ---- | ------ | ------ | ------ |
| 서력 | 1106년 | 1107년 | 1108년 |
| 간지 | 병술   | 정해   | 무자   |

## 같이 보기
- 일본의 연호 일람

| 이전 조지 | 일본의 연호 1106년 ~ 1108년 | 다음 덴닌 |